# Christus-König (Münsingen)
Die Christus-König-Kirche ist eine 1955 erbaute römisch-katholische Pfarrkirche in Münsingen im Landkreis Reutlingen in Baden-Württemberg. Sie gehört zur Dekanat Reutlingen-Zwiefalten der Diözese Rottenburg-Stuttgart. Die Kirche bietet 250 Sitzplätze und befindet sich in der Lehenstraße 2/1.

## Geschichte
Im Sommer 1955 war der Spatenstich zum Neubau der Kirche nach Beschluss des Ortskirchensteuerrats und Genehmigung durch das Bischöfliche Ordinariat. Architekt war Hans Schilling, Albert Birkle übernahm die Bemalung von Chor, Schiff und Fenstern.
Am 28. Oktober 1956 fand die Einweihung durch Bischof Carl Joseph Leiprecht statt. Die Gesamtkosten beliefen sich auf 283.000 DM.
Bei der Orgel handelt es sich um eine Späth Opus 745.